# Коган, Давид Моисеевич
Дави́д Моисе́евич Ко́ган (26 июня 1884, Одесса — 1954, Москва) — российский и советский архитектор.

## Биография
Давид Моисеевич Коган родился в 1884 году. В 1906—1911 годах обучался во Всероссийской академии художеств, продолжил обучение на архитектурном факультете ВХУТЕМАСа в 1922—1924 годах. Входил в состав московской Архитектурно-проектной матерской № 5 под руководством Д. Ф. Фридмана.
Является автором проекта здания Моссельпрома в Москве. Строительство было начато в 1912 году по проекту архитектора Н. Д. Струкова, здание частично обрушилось в 1913 году и было достроено уже после революции в 1924 году по проекту Д. М. Когана. По своей стилистике здание тяготеет к деловым постройкам начала века. Его угловая часть фиксирована башенкой со своеобразным зубцовым завершением. Высота башни — 11 этажей (не считая венчания) позволила считать сооружение одной из самых высоких гражданских построек Москвы 1920-х годов ХХ-го века.

## Проекты и постройки
Среди других проектов — здание Промбанка в Свердловске, Дворец Труда в Екатеринославе (оба совместно с Я. И. Райхом и Д. Ф. Фридманом), здание Театра Красной Армии в Москве (с Д. Ф. Фридманом , 1934), здание Наркомтяжпрома (с Д. Ф. Фридманом, 1934). Незаконченные проекты хранятся в Государственном музее архитектуры имени Щусева.